# جورجو بامبینی
جورجو بامبینی (انگلیسی: Giorgio Bambini; ۲۴ فوریهٔ ۱۹۴۵ – ۱۳ نوامبر ۲۰۱۵) بوکسور اهل ایتالیا بود.